# Rytíř na rozcestí
Rytíř na rozcestí (rusky Витязь на распутье) je obraz Viktora Michajloviče Vasněcova.
Námět je inspirován pověstí o Iljovi Muromcovi.
První kresby tužkou a jeho skici vytvořil autor na počátku sedmdesátých let devatenáctého století. První variantu obrazu dokončil v roce 1877 a vystavil ji na VI. výstavě peredvižniků v roce 1878. V úvodních skicách byl rytíř otočen tváří k divákovi, v závěrečné verzi bylo zvětšeno plátno a zjednodušena kompozice, takže vyniká monumentalita jezdce. Konečnou podobu získal obraz v roce 1882. Nápis na kameni odpovídá textu ruské byliny, není však úplný.
Námět obrazu Rytíř na rozcestí je použit na umělcově náhrobku na Vveděnském hřbitově.